# Lista över svenska kammarherrar
Detta är en lista över svenska kammarherrar, kabinettskammarherrar och överstekammarherrar.
Kabinettskammarherrar och kammarherrar övergår i dagsläget till icke tjänstgörande vid runt 70 års ålder. I Hovkalendern rangeras de icke tjänstgörande kabinettskammarherrarna efter utnämningsår, medan icke tjänstgörande kammarherrar rangeras efter födelseår.

## Överstekammarherrar
| Namn                        | Titel                                            | Levnadstid | Utnämnd | Anmärkning      |
| --------------------------- | ------------------------------------------------ | ---------- | ------- | --------------- |
| Magnus Gabriel De la Gardie | Greve                                            | 1622–1681  | 1653    | utnämnd 16 juni |
| Johan Gabriel Oxenstierna   | Greve                                            | 1750–1818  | 1783    |                 |
| Carl Didrik Hamilton        | Friherre                                         | 1766–1848  | 1810    |                 |
| Mauritz Axel Lewenhaupt     | Greve                                            | 1791–1868  | 1839    |                 |
| Carl Jedvard Bonde          | Friherre                                         | 1813–1895  | 1875    |                 |
| Gustaf Peyron               |                                                  | 1828–1915  | 1899    |                 |
| Magnus Per Brahe            | Greve, f.d. underkansler vid Kungl. Maj:ts Orden | 1849–1930  | 1911    |                 |
| Adam Lewenhaupt             | Greve                                            | 1861–1944  | 1928    |                 |
| Nils Rudebeck               | f.d. underkansler vid Kungl. Maj:ts Orden        | 1877–1964  | 1952    |                 |

## Kabinettskammarherrar i Sverige
| Ämbetstid | Namn                                 | Titel                                                                                                 | Levnadstid | Utnämnd          | Anmärkning                                                                                          |
| --------- | ------------------------------------ | --- | ---------- | ---------------- | --------------------------------------------------------------------------------------------------- |
| 1831–     | Carl Magnus Wilhelm Armfelt          | Friherre                                                                                              | 1797–1878  | 1831             | [ 2 ] [ 3 ]                                                                                         |
| 1839–     | Adolf Patrik Lewenhaupt              | Greve                                                                                                 | 1794–1871  | 1839             | [ 2 ] [ 3 ]                                                                                         |
| 1844–     | Fabian Jacob Wrede                   | Friherre                                                                                              | 1802–1883  | 1844             | [ 2 ] [ 3 ]                                                                                         |
| 1844–     | Ulrik Fabian Sandels                 | - | 1812–1898  | 1844             | [ 2 ] [ 3 ]                                                                                         |
| 1850–     | Carl Reuterskiöld                    | - | 1816–1905  | 1850             | [ 2 ] [ 3 ]                                                                                         |
| 1853–     | Carl Björnstjerna                    | Greve                                                                                                 | 1817–1888  | 1853             | [ 2 ] [ 3 ]                                                                                         |
| 1854–     | Gabriel Eketrä                       | - | 1808–1889  | 1854             | [ 2 ] [ 3 ]                                                                                         |
| 1854–     | Corfitz Beck-Friis                   | Friherre                                                                                              | 1824–1897  | 1854             | [ 2 ] [ 3 ]                                                                                         |
| 1856–     | Thure af Wirsén                      | - | 1815–1869  | 1856             | [ 2 ] [ 3 ]                                                                                         |
| 1857–     | Axel Gabriel Leijonhufvud            | Friherre                                                                                              | 1812–1897  | 1857             | [ 2 ] [ 3 ]                                                                                         |
| 1859–     | Henrik Rosensvärd                    | | 1816–1890  | 1859             | [ 2 ] [ 3 ]                                                                                         |
| 1859–     | Emanuel de Geer                      | Friherre                                                                                              | 1817–1877  | 1859             | [ 2 ]                                                                                               |
| 1859–     | Henrik Falkenberg                    | Friherre                                                                                              | 1818–1882  | 1859             | [ 2 ] [ 3 ] [ 4 ] [ 5 ] [ 6 ] [ 7 ] [ 8 ]                                                           |
| 1859–     | Louis Wrede                          | Friherre                                                                                              | 1816–1901  | 1859             | [ 2 ] [ 3 ]                                                                                         |
| 1859–     | Otto von Knorring                    | - | 1818–1890  | 1859             | [ 2 ] [ 3 ] [ 4 ] [ 5 ] [ 6 ] [ 7 ] [ 8 ]                                                           |
| 1859–     | Fredrik Alexander Funck              | Friherre                                                                                              | 1816–1874  | 1859             | [ 2 ] [ 3 ]                                                                                         |
| 1859–     | Fredric Gyllenkrook                  | Friherre                                                                                              | 1820–1894  | 1859             | [ 2 ]                                                                                               |
| 1860–     | Carl Otto Silfverschiöld             | Friherre                                                                                              | 1827–1879  | 1860             | [ 2 ] [ 3 ] [ 4 ] [ 5 ]                                                                             |
| 1860–     | Carl Douglas                         | Greve                                                                                                 | 1824–1898  | 1860 (1872)      | [ 2 ] [ 3 ] [ 4 ] [ 5 ] [ 6 ] [ 7 ] [ 8 ] [ 9 ] [ 10 ] [ 11 ]                                       |
| 1864–     | Georg Fleetwood                      | Friherre                                                                                              | 1818–1902  | 1864             | [ 3 ] [ 4 ] [ 5 ] [ 6 ] [ 7 ] [ 8 ]                                                                 |
| 1864–     | Fritz von Dardel                     | - | 1817–1901  | 1864             | [ 3 ] [ 4 ] [ 5 ] [ 6 ] [ 7 ] [ 8 ]                                                                 |
| 1865–     | Gottschalk von Geijer                | - | 1821–1904  | 1865             | [ 4 ] [ 5 ] [ 6 ]                                                                                   |
| 1865–     | Axel Oxenstierna                     | Greve                                                                                                 | 1823–1875  | 1865             | [ 4 ] [ 5 ]                                                                                         |
| 1866–     | Bengt Axel Robert Ludvig von Schildt | - | 1817–1880  | 1866             | [ 5 ] [ 6 ] [ 7 ] [ 8 ]                                                                             |
| 1866–     | Alfred Piper                         | Greve                                                                                                 | 1834–1910  | 1866             | [ 5 ] [ 6 ] [ 7 ] [ 8 ]                                                                             |
| 1868–     | Otto Thott                           | Greve                                                                                                 | 1823–1891  | 1868             | [ 6 ] [ 7 ] [ 8 ]                                                                                   |
| 1872–     | Lars Johan Malkolm Reenstierna       | - | 1818–1891  | 1872             | [ 9 ] [ 10 ]                                                                                        |
| 1872–     | Axel Wachtmeister                    | Greve                                                                                                 | 1827–1899  | 1872             | [ 9 ] [ 10 ] [ 11 ]                                                                                 |
| 1872–     | Victor Ankarcrona                    | - | 1823–1912  | 1872             | [ 9 ] [ 10 ] [ 11 ]                                                                                 |
| 1873–     | Carl Gustaf von Rosen                | Greve                                                                                                 | 1824–1909  | 1873             | [ 9 ] [ 10 ] [ 11 ]                                                                                 |
| 1873–     | Sixten Flach                         | - | 1826–1902  | 1873             | [ 9 ] [ 10 ] [ 11 ]                                                                                 |
| 1879–     | Gustaf Bråkenhielm                   | | 1837–1922  | 1879             | [ 11 ]                                                                                              |
| 1879–     | Erling Ribbing                       | | 1831–1893  | 1879             | [ 11 ]                                                                                              |
| 1884–     | Gustaf Lagerfelt                     | Friherre                                                                                              | 1832–1923  | 1884             | [ 12 ]                                                                                              |
| 1888–     | Wilhelm Stjernstedt                  | Friherre                                                                                              | 1841–1919  | 1888             | [ 12 ]                                                                                              |
| 1889–     | Hans Trolle-Wachtmeister             | Greve                                                                                                 | 1846–1922  | 1889             | [ 12 ]                                                                                              |
| 1889–     | Otto Casimir Cronstedt               | Greve                                                                                                 | 1833–      | 1889             | [ 12 ]                                                                                              |
| 1891–     | Carl Cederström                      | Friherre                                                                                              | 1841–1925  | 1891             | [ 12 ]                                                                                              |
| 1892–     | Fredrik Wachtmeister                 | Greve                                                                                                 | 1855–1919  | 1892             | [ 12 ]                                                                                              |
| 1893–     | Ludvig af Ugglas                     | Friherre                                                                                              | 1856–1922  | 1893             | [ 12 ]                                                                                              |
| 1898–     | Fredrik Wrangel                      | Friherre                                                                                              | 1847–1932  | 1898             | [ 12 ]                                                                                              |
| 1900–     | Knut Axel Samuel Sebastian Åkerhielm | Friherre                                                                                              | 1843–      | 1900             | [ 12 ]                                                                                              |
| 1900–     | Gustaf Fredrik Nils Åkerhielm        | Friherre                                                                                              | 1863–      | 1900             | [ 12 ]                                                                                              |
| 1904–     | Oscar Holtermann                     | Ryttmästare samt styrelseordförande i bland annat Göteborgs bank, Nitroglycerin Aktiebolaget och KSSS | 1859–1932  | 1904             | Kammarherre 1902–1904 hos hertigparet av Västergötland, Kabinettskammarherre 1904–1907 hos Oscar II |
| 1908–     | Fredrik Lagerfelt                    | Friherre                                                                                              | 1843–      | 1908             | [ 13 ]                                                                                              |
| 1908–     | Otto Thott                           | Friherre                                                                                              | 1854–1933  | 1908             | [ 13 ]                                                                                              |
| 1908–     | Claes Lewenhaupt                     | Greve                                                                                                 | 1854–1932  | 1908             | [ 13 ] [ 14 ]                                                                                       |
| 1908–     | Sigvard Beck-Friis                   | Friherre                                                                                              | 1855–1937  | 1908             | [ 13 ]                                                                                              |
| 1908–     | Wilhelm von Hofsten                  | - | 1853–1918  | 1908             | [ 13 ]                                                                                              |
| 1908–     | August Herlenius                     | Bergsingenjör, disponent Storfors bruk, direktör Uddeholms AB samt bland annat VD Jernkontoret        | 1861–1930  | 1908             | Kabinettskammarherre 1908– hos Gustav V                                                             |
| 1908–     | Berndt Hay                           | | 1864–1937  | 1908             | [ 13 ] [ 14 ]                                                                                       |
| 1911–     | Erland Boström                       | | 1876–1967  | 1911             | [ 13 ] [ 14 ]                                                                                       |
| 1912–     | Hans von Stedingk                    | Greve                                                                                                 | 1862—1945  | 1912             | [ 13 ] [ 14 ]                                                                                       |
| 1914–     | Gregor Aminoff                       | - | 1872–1934  | 1914             | [ 13 ] [ 14 ]                                                                                       |
| 1916–     | Magnus af Ugglas                     | | 1865–1941  | 1916             | [ 14 ]                                                                                              |
| 1920–     | Eric Hallin                          | | 1870–1965  | 1920             | [ 14 ]                                                                                              |
| 1920–     | John Montgomery                      | | 1863–1936  | 1920             | [ 14 ]                                                                                              |
| 1920–     | Axel Wachtmeister                    | Greve                                                                                                 | 1869–1929  | 1920             | [ 14 ]                                                                                              |
| 1920–     | Ernst Weidenhielm                    | | 1862–1930  | 1920             | [ 14 ]                                                                                              |
| 1921–     | Johan Nordenfalk                     | Friherre                                                                                              | 1866–1958  | 1921             | [ 14 ]                                                                                              |
| 1922–     | James Keiller                        | | 1867–1962  | 1922             | [ 14 ]                                                                                              |
| 1924–     | Ernst Silfverswärd                   | | 1863–1949  | 1924             | [ 14 ]                                                                                              |
| 1927–     | Carl von Essen                       | | 1873–1960  | 1927             | |
| 1929–     | John Gustaf Patrik Hamilton          | | 1879–1960  | 1929             | |
| 1934–     | Tage af Klercker                     | | 1874–1966  | 1934             | |
| 1943–     | Rolf von Heidenstam                  | VD i AGA                                                                                              | 1884–1958  | 1943             | Kammarherre 1924–                                                                                   |
| 1950–     | Carl Beck-Friis                      | | 1886–1969  | 1950             | |
| 1950–     | Gustaf Lewenhaupt                    | | 1879–1962  | 1950             | |
| 1952–     | Torgny Gustafsson Tamm               | | 1896–1986  | 1952             | |
| 1960–     | Johan Beck-Friis                     | | 1890–1969  | 1960             | |
| 1967–     | Erik af Klint                        | | 1901–1981  | 1967             | |
| 1969–     | Sven Dahlman                         | | 1905–2000  | 1969             | |
| 1986–     | Peder Bonde                          | F.d. bankdirektör                                                                                     | 1923–2013  | 1986             | Kammarjunkare 1957–, kammarherre 1967–                                                              |
| 1986–     | Arne Ljungqvist                      | Professor emeritus                                                                                    | 1931–      | 1986             | |
| 1987–     | Mats de Verdier                      | F.d. direktör på Fiskeby                                                                              | 1925–      | 1987             | |
| 1987–     | Staffan Helmfrid                     | Fv. rektor för Stockholms universitet                                                                 | 1927–2017  | 1987             | |
| 1993–     | Karl-Erik Sahlberg                   | Civilingenjör och f.d. VD för Perstorp AB                                                             | 1928–2018  | 1993             | |
| 1995–     | Jan-Carl von Rosen                   | Greve, generalkonsul                                                                                  | 1929–2016  | 1995             | |
| 1998–     | Bo Ramfors                           | Bankdirektör på SEB                                                                                   | 1936–      | 1998             | |
| 1998–     | Erik Norberg                         | Fil.dr, riksarkivarie                                                                                 | 1942–      | 1998             | Kabinettskammarherre 1998                                                                           |
| 1999–     | Lars Löfgren                         | F.d. chef för Kungliga Dramatiska teatern, styresman Nordiska museet                                  | 1935–      | 1999             | Kabinettskammarherre 1999                                                                           |
| 2001–     | Erling Norrby                        | ständig sekreterare vid Kungliga Vetenskapsakademien                                                  | 1937–      | 2001             | |
| 2007–     | Hans Dalborg                         | Bankdirektör på Nordea                                                                                | 1941–2022  | 2007             | |
| 2009–     | Lars Engwall                         | Professor emeritus                                                                                    | 1942–      | 2009             | Kammarherre 2001-2008, kabinettskammarherre 2009                                                    |
|           | Hans Dyhlén                          | verkställande direktör                                                                                | 1945–2013  |                  | |
| 2013–     | Johan Molander                       | ambassadör                                                                                            | 1948–      | 2013             | Kabinettskammarherre till 30 juni 2014, därefter överceremonimästare                                |
| 2014–     | Carl-Gustaf Petersén                 | fd verkställande direktör i Bukowski auktioner AB                                                     | 1944–      | fr.o.m. 1/7 2014 | |
| 2009–     | Stefan Forsberg                      | musikdirektör och konserthuschef                                                                      | 1961–      | 2009             | |
| 2011–     | Peter Gudmundson                     | professor och f.d. rektor vid Kungliga Tekniska Högskolan                                             | 1955–      | 2011             | |
| 2018–     | Lars Amréus                          | museichef                                                                                             | 1964–      | 2018             | |
| 2018–     | Carl Folke                           | professor                                                                                             | 1955–      | 2018             | |

## Kammarherrar i Sverige
| Ämbetstid | Namn                              | Titel                                                                                                 | Levnadstid | Utnämnd | Anmärkning                                                                                              |
| --------- | --------------------------------- | --- | ---------- | ------- | --- |
|           | Christer Horn                     | |            |         | |
|           | Gustaf Soop                       | |            |         | |
|           | Fabian Wrede                      | |            |         | |
|           | Gustaf Liljecrona                 | |            |         | |
| 1636–1637 | Johan Patkull                     | Friherre                                                                                              | 1563–1646  |         | |
| 1646–1655 | Svante Banér                      | |            |         | |
| 1648–1652 | Ture Turesson                     | |            |         | |
| 1650–1660 | Johan Ekeblad                     | | 1629–1697  |         | |
| 1653–1654 | Gustaf Carlsson Banér             | |            |         | |
| 1655–1658 | Per Sparre                        | Friherre                                                                                              | 1633–1669  |         | |
| 1655–1660 | Johan Fredrich von Holstein       | |            |         | |
| 1656–1670 | Gustaf Adolf von Siegroth         | |            |         | |
| 1657–1661 | Berendt Bock                      | |            |         | |
| 1657–1660 | Claes Ulfsparre                   | |            |         | |
| 1658–1660 | Arfvid Ifvarsson (Natt och Dag)   | | 1633–1683  |         | |
| 1659–1660 | Anders Lilliehöök                 | | 1635–1685  |         | |
| 1660      | Johan Gyllenstierna               | |            |         | |
| 1672–1674 | Wilhelm Douglas                   | |            |         | |
| 1674–1678 | Gabriel Falkenberg                | |            |         | |
| 1681      | Nils Kagg                         | |            |         | |
|           | Axel Åkesson Natt och Dag         | | 1617–1642  |         | |
| 1744–     | Pehr Kalling (1700–1795)          | Löjtnant, kapten                                                                                      | 1700–1795  | 1744    | Utnämnd 11 april 1744. Redan 5 september 1744 blev han därefter överstelöjtnant vid Upplands regemente. |
| 1745–     | Per Gudmund Lindencrona           | | 1707–1755  | 1745    | |
|           | Fredrick Adolf Lövenhjelm         | | 1743–1810  |         | |
|           | Johan Fredrick von Schinckel      | | 1791–1840  |         | |
| 1827–     | Theodor Vilhelm Ankarcrona        | | 1794–1865  | 1827    | Utnämnd 22 juli 1827.                                                                                   |
| 1837–     | Per Gustaf Linnerhielm            | | 1796–1875  | 1837    | |
|           | Henrik af Harmens                 | | 1799–1855  |         | |
|           | Hugo Adolf Hamilton               | överpostdirektör                                                                                      | 1802–1872  |         | |
|           | Thure af Wirsén                   | | 1815–1869  |         | |
|           | Johan Otto Blomstedt              | | 1815–1890  |         | |
|           | Ernst Georg von Döbeln            | | 1818–1876  |         | |
|           | Peter O. B. Treschow              | | 1843–1881  |         | |
|           | Otto Cronstedt                    | | 1833–1907  |         | |
|           | Gustaf Celsing                    | | 1843–1921  |         | |
|           | Fredrik Ulrik Wrangel             | | 1853–1929  |         | |
|           | Carl Henrik Leijonhielm           | | 1854–1932  |         | |
| 1891–     | Edvard Gustaf Malcolm Leijonhielm | | 1852–      | 1891    | |
| 1897–     | Josias Montgomery                 | | 1862–      | 1897    | |
| 1908–     | Fabian Edelstam                   | | 1874–1940  | 1908    | |
| 1902–1904 | Oscar Holtermann                  | Ryttmästare samt styrelseordförande i bland annat Göteborgs bank, Nitroglycerin Aktiebolaget och KSSS | 1859–1932  | 1902    | Kammarherre 1902–1904 hos hertigparet av Västergötland, Kabinettskammarherre 1904–1907 hos Oscar II     |
|           | Carl David von Schinkel           | | 1869–1932  |         | |
|           | Wollmar Boström                   | envoyé                                                                                                | 1878–1956  |         | |
| 1920–     | Jacques Arfwedson                 | bankdirektör                                                                                          | 1875–1954  | 1920    | |
| 1924–1943 | Rolf von Heidenstam               | | 1884–1958  | 1924    | Kabinettskammarherre 1943–1958.                                                                         |
| 1924–     | Carl Reinhold von Essen           | | 1868–1949  | 1924    | |
| 1930–     | Göran Posse                       | | 1868–1951  | 1930    | |
| 1932–     | Gustaf Lewenhaupt                 | | 1879–1962  | 1932    | |
| 1934–     | Alexis Aminoff                    | | 1897–1977  | 1934    | |
| 1935–     | Alexis Aminoff                    | | 1897–1977  | 1935    | |
| 1940–     | Oscar af Ugglas                   | 1901–1984                                                                                             | 1940       |         | |
| 1941      | Gustaf Crispin Löwenhielm         | | 1892–1983  | 1940    | |
| 1946–1950 | Wilhelm Tham                      | | 1890–1988  | 1946    | |
| 1949–     | Ove Hugo Kristian Borlind         | | 1903–      | 1949    | |
| 1957–     | Gösta Lewenhaupt                  | | 1912–1996  | 1957    | |
| 1959–     | Erik Drakenberg                   | | 1898–1976  | 1959    | |
| 1927–     | Carl-Mårten Fleetwood             | friherre, landskamrerare                                                                              | 1885–1966  |         | |
|           | James Dickson                     | Riksdagsman                                                                                           | 1899–1980  |         | |
|           | Reinhold Rudbeck                  | | 1904–1998  |         | |
| 1967–     | Johan Treschow                    | | 1910–1996  | 1967    | |
| 1963–     | Magnus Mörner                     | Professor em.                                                                                         | 1924–2012  | 1963    | |
| 1976–     | Christer Fredholm                 | Kommendörkapten                                                                                       | 1926–2022  | 1976    | |
| 1970–     | Gösta Westring                    | Advokat                                                                                               | 1931–      | 1970    | |
| 1982–     | Ulf Janson                        | Lantmästare                                                                                           | 1933–      | 1982    | |
| 1934–     | Johan af Petersens                | Advokat                                                                                               | 1934–      | 1977    | |
| 1999–     | Tomas Warming                     | Generalmajor                                                                                          | 1939–      | 1999    | |
| 1986–2012 | Ulf Lagerström                    | F.d. bankdirektör                                                                                     | 1942–      | 1986    | |
| 1993–     | Christer Lignell                  | f.d. kanslichef                                                                                       | 1942–      | 1993    | |
| 1986–     | Dag Ekman                         | f.d. expeditionschef på Näringsdepartementet                                                          | 1944–      | 1986    | |
| 2004–     | Gustaf Svensson                   | bruksdisponent                                                                                        | 1944–      | 2004    | |
| 2004–     | Åge Lundström                     | f.d. bankdirektör                                                                                     | 1944–      | 2004    | |
| 2010–2016 | Odd Zschiedrich                   | kanslichef vid Svenska Akademien                                                                      | 1948–      | 2010    | Därefter ceremonimästare.                                                                               |
| 2016–     | Jan Bruzelius                     | f.d. verkställande direktör för IL Recycling                                                          | 1946–      | 2016    | |

### Tjänstgörande kammarherrar
| Ämbetstid | Namn                 | Titel                                                                   | Levnadstid | Utnämnd | Anmärkning       |
| --------- | -------------------- | ----------------------------------------------------------------------- | ---------- | ------- | ---------------- |
| 2004–     | Magnus Olausson      | docent, avdelningschef vid Nationalmuseum                               | 1956–      | 2004    |                  |
| 2011–     | Per Ström            | teol. dr, akademiintendent vid Uppsala universitet                      | 1958–      | 2011    |                  |
| 2013–     | Henrik Klackenberg   | fil. dr, fd statsheraldiker                                             | 1954–      | 2013    |                  |
| 2014–     | Carl-Anders Helander | agr. dr, f d akademisekreterare vid Kungl. Skogs- o. Lantbruksakademien | 1952–      | 2014    | Fr.o.m. 1/7 2014 |
| 2016–     | Mikael Horal         | leg. läkare vid Karolinska institutet                                   | 1958–      | 2016    |                  |
| 2016–     | Mikael Brännvall     | verkställande direktör för Svensk scenkonst                             | 1968–      | 2016    |                  |
| 2016–     | Johan Cederlund      | fil. dr, museidirektör för Zornmuseet                                   | 1963–      | 2016    |                  |
| 2018–     | Per Sandin           | fil. dr, vice ordenskansler tillika sekreterare vid Kungl. Maj:ts Orden | 1962–      | 2018    |                  |
| 2021–     | Lars Hultman         | tekn. dr, professor                                                     | 1960–      | 2021    |                  |